# Wallstraße (Lübeck)

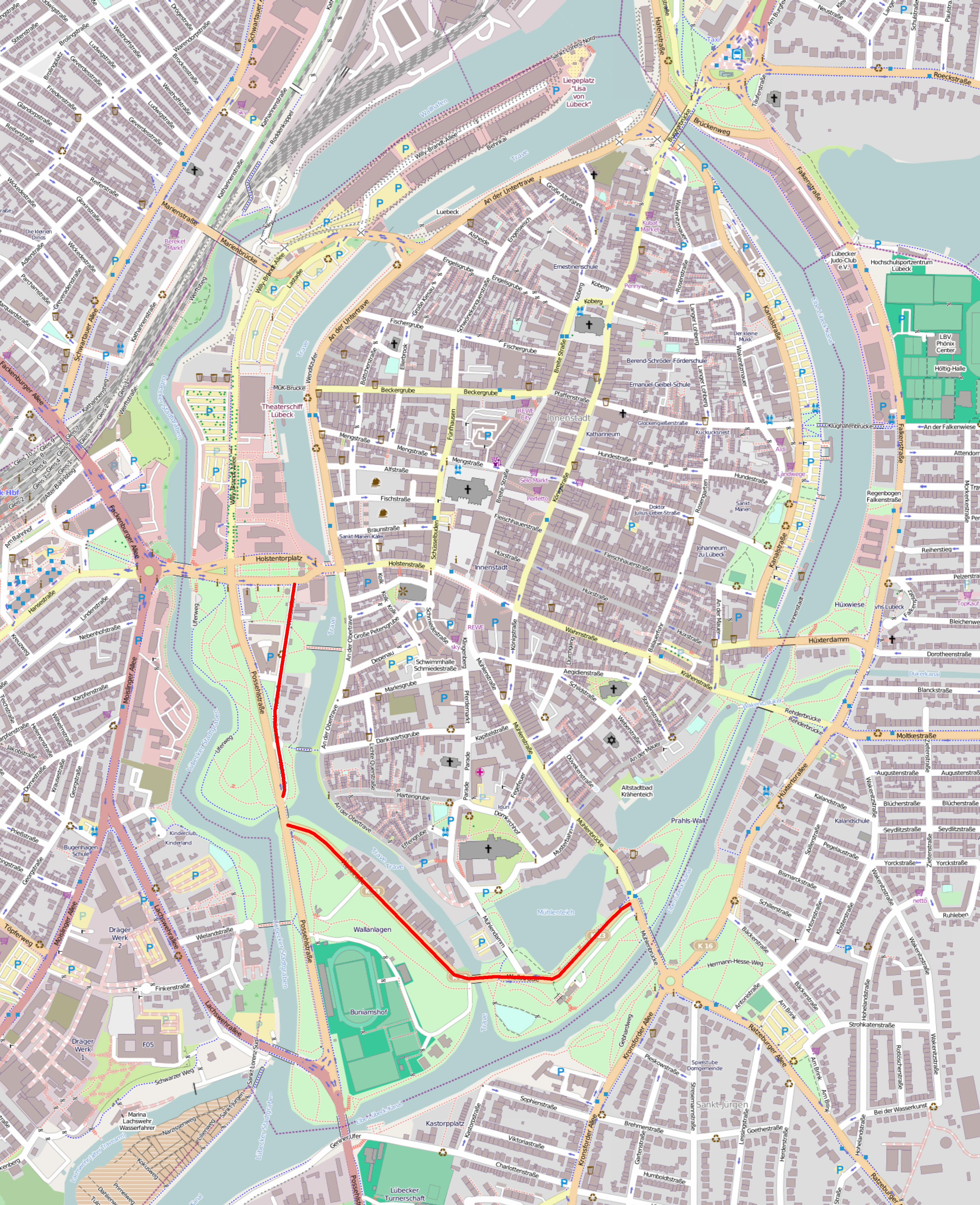
Der Verlauf der Wallstraße (rot markiert)

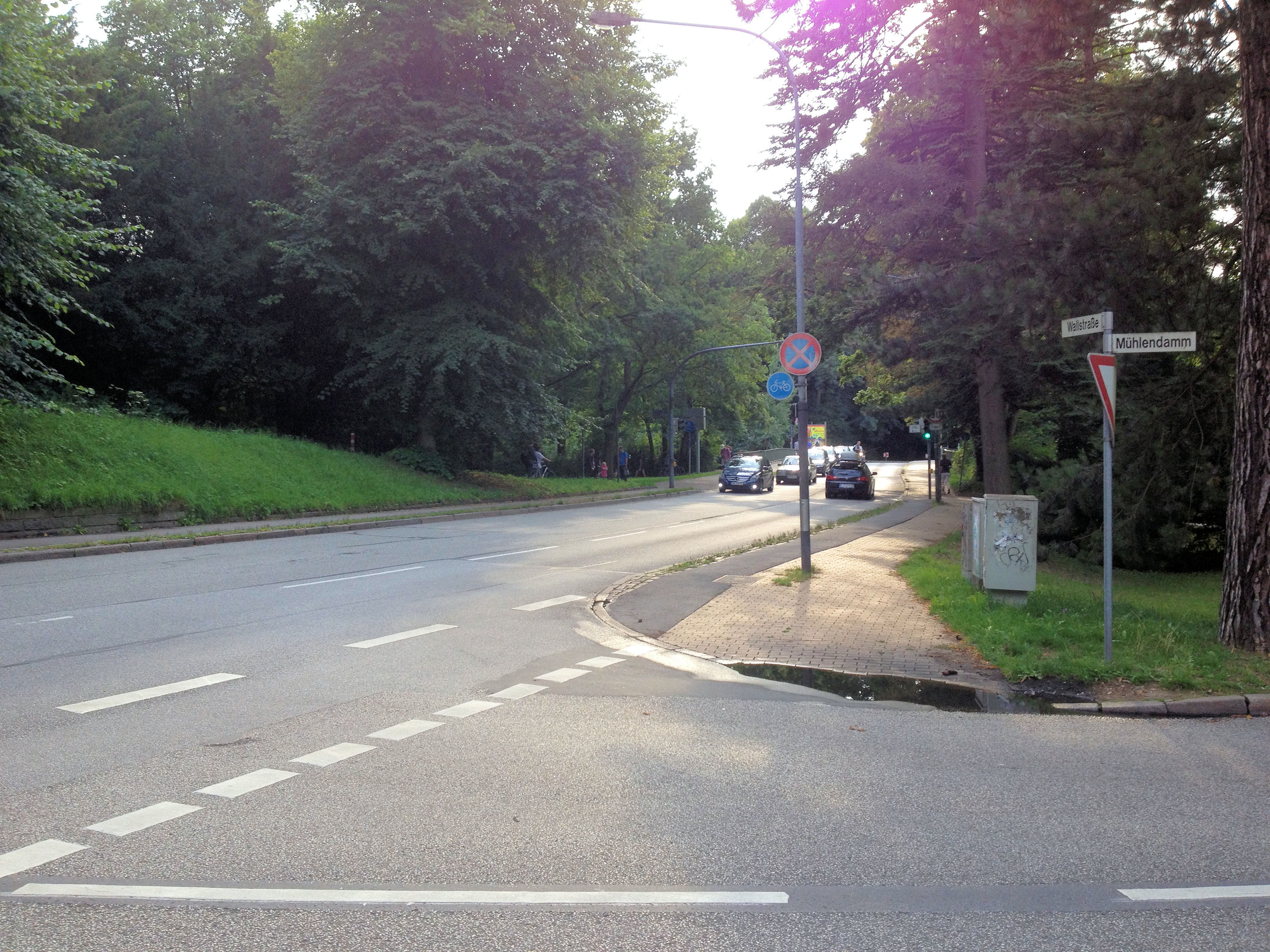
Die Wallstraße

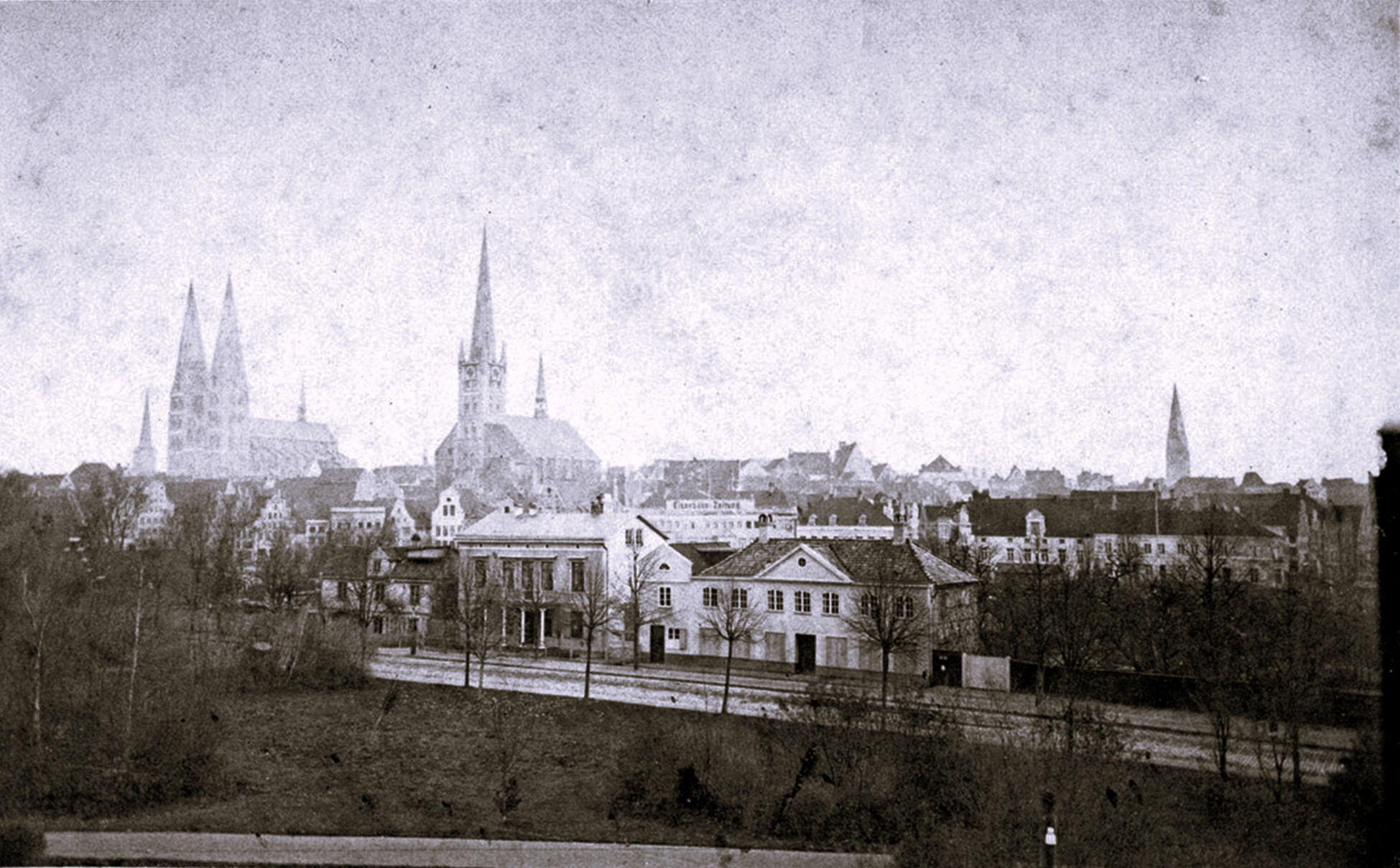
Blick von der Wallstraße auf die Stadt (1865)

Die Wallstraße ist eine Straße der Lübecker Altstadt.

## Lage
Die etwa 1,39 Kilometer lange Wallstraße beginnt am Holstentorplatz gegenüber vom Südturm des Holstentors und verläuft, an den Salzspeichern und der Holstentorhalle entlang, in genereller Südrichtung. Um die Verbindung zwischen Trave und Stadtgraben auf der Wallbrücke zu überqueren, mündet die Wallstraße in die Possehlstraße, von der sie sich jedoch gleich hinter der Brücke wieder trennt. Die Wallstraße verläuft von dort an in einem ostwärts orientierten weiten Bogen entlang der Stadtseite der Wallanlagen, überquert dabei die Verbindung zwischen Trave und Elbe-Lübeck-Kanal auf der Wipperbrücke und passiert den Mühlenteich, ehe sie schließlich schräg gegenüber der Stadthalle in die Mühlenbrücke einmündet.

## Geschichte
Der älteste Teil der Wallstraße, zwischen dem Holstentor und der Dankwartsbrücke, bestand schon im frühen 17. Jahrhundert, wurde als Verlängerung der Lastadie auf der Wallhalbinsel betrachtet und, da sich auch hier Lagerplätze befanden, entsprechend Kleine Lastadie genannt.
Mit der Errichtung der Bastionärbefestigung im südlichen Bereich der Stadt zwischen 1605 und 1644/63 erhielt die Kleine Lastadie eine Verlängerung in Gestalt des an der Innenseite der Festungswälle verlaufenden Verbindungswegs, der bis zum Mühlentor führte. Aus dem Verlauf entlang der Wälle entwickelte sich die Bezeichnung Wallstraße, wobei die Strecke lange Zeit als Abfolge dreier einzelner, wenn auch zusammengehöriger Straßen betrachtet wurde. Daraus ergaben sich bei der amtlichen Namensfestlegung im Jahre 1884 folgende drei Straßennamen:
- Erste Wallstraße für den Abschnitt vom Holstentor bis zur Dankwartsbrücke
- Zweite Wallstraße für den Abschnitt von der Dankwarts- bis zur Wipperbrücke
- Dritte Wallstraße für den Abschnitt von der Wipper- bis zur Mühlenbrücke

Nach dem Ausbau der Gesamtstrecke von einer schmalen Nebenstraße zu Umgehungs- und Entlastungsstraße Ende der 1920er Jahre wurden 1938 alle drei Straßen zu einer zusammengefasst, die den bis heute gültigen Namen Wallstraße trägt.

## Bauten
- Wallanlagen mit den Resten der Bastionen Holstentor, Katze, Commis, Buniamshof und Pulverturm.
- Wipperbrücke von 1931
- Wallstraße 20: Freilichtbühne von 1927
- Wallstraße 40: Kaisertor (um 1300) mit dem Gebäude der ehemaligen Seefahrtschule von 1900.